# Nashville Predators
Nashville Predators je hokejaški klub iz Nashvillea u američkoj saveznoj državi Tennesseeju. U vlasništvu je Predators Holdinga LLC.
Klub je osnovan 1998. godine. Natječe se u NHL-ovoj zapadnoj konferenciji, diviziji Central. Igraju u Bridgestone Arena. Prvu utakmicu odigrali su 10. listopada 1998. protiv Florida Panthersa, i izgubili su 1:0. Svoju prvu pobjedu ostvarili su tri dana kasnije protiv Carolina Hurricanesa s 3:2, a prvi povijesni gol za Predatorse postigao je Andrew Brunette.
Svoju premijernu sezonu okončali su s omjerom: 28-47-7. U prosincu 2001. godine ostvarili su svoju 100. pobjedu u NHL ligi, čime su postali vlasnici druge najbrže stote pobjede u ligi.
Maskota im je mačka Gnash.

Klupske boje: mornarsko plava, srebrna, svjetlo plava i zlatna.

## Vanjske poveznice
Nashville Predators